# Leafpad
Leafpad — простий, легкий, швидкий GTK+ текстовий редактор для Unix-подібних систем з невеликою кількістю залежностей від зовнішніх бібліотек.  Його перевагою є малий час запуску на більшості сучасного обладнання.  Останні версії підтримують друк.
Початковий код поширюється вільно на умовах ліцензії GNU General Public License версій 2 і вище.
Leafpad є стандартним текстовим редактором робочого середовища LXDE. Mousepad, який деякий час був стандартним текстовим редактором робочого середовища Xfce, заснований на Leafpad і відрізняється іншим (специфічним для Xfce) інтерфейсом друку.

## Виноски
1. ↑  Leafpad
2. ↑  Leafpad. tarot.freeshell.org. 23 грудня 2010. Архів оригіналу за 3 жовтня 2016. Процитовано 18 жовтня 2011.